# Armentières-sur-Ourcq
Armentières-sur-Ourcq è un comune francese di 99 abitanti situato nel dipartimento dell'Aisne della regione dell'Alta Francia.

## Società

### Evoluzione demografica
Abitanti censiti